# Premio Artusi
Il premio Artusi è un premio istituito dal Comune di Forlimpopoli, città a 8 km da Forlì, dedicato a Pellegrino Artusi e assegnato ad una personalità che, a qualsiasi titolo, si sia distinto per l'originale contributo dato alla riflessione sui rapporti fra l'uomo e il cibo.

## Origini
Il premio è stato istituito nel 1997, in occasione della prima edizione della Festa Artusiana, e fino al 2007 prevedeva anche un riconoscimento ad un grande cuoco di fama internazionale, il Premio Artusi per la cucina.

## Modalità di premiazione
La scelta del vincitore è fatta dai membri del Comitato scientifico della festa Artusiana, composta da esperti e studiosi dell'alimentazione e della cultura gastronomica, come Massimo Montanari, Alberto Capatti, Piero Meldini, Folco Portinari.
Il premio Artusi 2012 è stato assegnato ad Andrea Segrè  per la lotta allo spreco mediante meccanismi – come il 'Last Minute Market' – che oltre a recuperare e riconvertire concretamente le eccedenze e gli sprechi alimentari conduce alla promozione di un consumo consapevole e al sostegno di un modello economicamente ed eticamente sostenibile.

## Albo dei vincitori

### Premio Artusi
1997
- Ermanno Olmi (Italia)

1998
- Ersilio Tonini (Italia)

1999
- Padri comboniani della Missione di Agangrial (Sudan del Sud)

2000
- Miloud Oukily per l'Associazione Parada (Romania)

2001
- Muhammad Yunus (Bangladesh)

2002
- Alberto Cairo per Croce Rossa Internazionale in Afghanistan

2003
- Vandana Shiva (India)

2004
- Riccardo Petrella (Italia)

2005
- Eduardo Galeano (Uruguay)

2006
- Julitte Diagne Cisse (Senegal)

2007
- Comitato per la lotta contro la fame nel mondo (Italia)

2008
- Wendell Berry (Stati Uniti d'America)

2009
- Serge Latouche (Francia)

2010
- Luigi Ciotti (Italia)

2011
- Oscar Farinetti (Italia)

2012
- Andrea Segrè (Italia)

2013
- Mary Ann Esposito (Stati Uniti d'America)

2014
- Enzo Bianchi (Italia)

2015
- Alberto Alessi (Italia)

2016
- Carlo Petrini (Italia)
- Premio speciale: Paul Bocuse (Francia)

2017
- Antonio Citterio (Italia)

2018
- José Graziano da Silva (Brasile-Stati Uniti-Italia), direttore generale della Fao

2019
- Lidia Bastianich (Italia-Stati Uniti),

2020
- Paolo Lopriore e Rosa Soriano (Italia)

### Premio Artusi per la cucina (1997-2007)
1997
- Juan Mari Arzak (Paesi Baschi, Spagna)

1998
- Gualtiero Marchesi (Italia)

1999
- Jacques Chibois (Francia)

2000
- Alice Waters (Stati Uniti d'America)

2001
- Renato Gualandi (Italia)

2002
- Eclart Witzigmann (Austria)

2003
- Fabio Picchi (Italia)

2004
- Unione Ristoranti del Buon Ricordo (Italia)

2005
- Pietro Leemann (Svizzera)

2006
- Moshe Bassoon (Israele)

2007
- Gino Angelini (Italia)

Non più attribuito dal 2008.